# Beta Arietis
Beta Arietis (β Ari / β Arietis, Sheratan) è una stella bianca nella sequenza principale di magnitudine 2,64 situata nella costellazione dell'Ariete. Dista 60 anni luce dal sistema solare.

## Osservazione
Si tratta di una stella situata nell'emisfero celeste boreale; grazie alla sua posizione non fortemente boreale, può essere osservata dalla gran parte delle regioni della Terra, sebbene gli osservatori dell'emisfero nord siano più avvantaggiati. Nei pressi del circolo polare artico appare circumpolare, mentre resta sempre invisibile solo in prossimità dell'Antartide. La sua magnitudine pari a 2,6 le consente di essere scorta con facilità anche dalle aree urbane di moderate dimensioni.
Il periodo migliore per la sua osservazione nel cielo serale ricade nei mesi compresi fra settembre e febbraio; da entrambi gli emisferi il periodo di visibilità rimane indicativamente lo stesso, grazie alla posizione della stella non lontana dall'equatore celeste.

## Caratteristiche fisiche
La stella è in realtà una binaria, che non può essere risolta con i telescopi ma solo tramite spettroscopia. La principale è una stella bianca di sequenza principale di tipo spettrale A5; ha una massa ed un raggio doppi rispetto a quelli del Sole, ed è 23 volte più luminosa.
La secondaria è una nana gialla come il Sole, appena più massiccia, 1,34 volte, che contribuisce al solo il 5% della luminosità totale del sistema. B ruota attorno alla principale su un'orbita molto eccentrica (ε = 0,88), tanto che la distanza tra le 2 stelle varia da soli 0,08 a 1,2 U.A., mentre il periodo orbitale è di circa 107 giorni.

## Distanze e stelle vicine

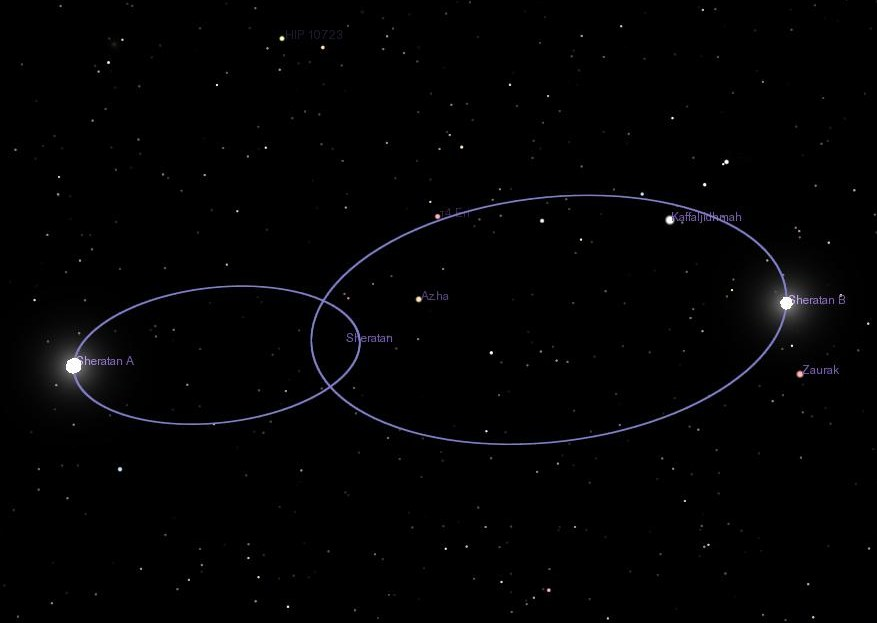
Le 2 componenti con le loro orbite viste in una simulazione di Celestia.

A parte una debole nana rossa, HIP 8382, la stella più vicina è Hamal, che a poco più di 8 anni luce, da un ipotetico osservatore posto su un pianeta orbitante attorno alle stelle, brillerebbe di magnitudine -2,5, più luminoso di Canopo e Alfa Trianguli, quest'ultima distante solo 10 anni luce da Sheratan. Il Sole invece, dalla distanza di 60 anni luce non sarebbe che una stellina di sesta magnitudine, nemmeno visibile ad occhio nudo..
La magnitudine assoluta combinata di Beta Arietis è di +1,2 e la sua velocità radiale negativa indica che la stella si sta avvicinando al sistema solare.